# Julian Heynen
Julian Heynen (* 1951 in Krefeld) ist ein deutscher Kunsthistoriker und Kurator.

## Werdegang
Heynen studierte von 1970 bis 1971 Kunstgeschichte an der Rheinischen Friedrich-Wilhelms-Universität Bonn und bis 1976 Kunst- und Literaturgeschichte, Architektur und Baugeschichte an der Rheinisch-Westfälischen Technischen Hochschule Aachen (RWTH Aachen). Er wurde über Barnett Newmans Texte zur Kunst, Studien zur Kunstgeschichte promoviert.  Heynen volontierte von 1977 bis 1978 am Museum Ludwig und Wallraf-Richartz-Museum in Köln, ab 1978  arbeitete er als Kurator am Wilhelm-Lehmbruck-Museum in Duisburg. 1979 erhielt er einen Lehrauftrag an der RWTH Aachen.

## Kuratorische Arbeit
Ab 1981 war er Ausstellungsleiter, anschließend bis 2000 stellvertretender Direktor der Krefelder Landesmuseen (Haus Lange, Haus Esters, Kaiser Wilhelm Museum). 2001 wurde Heynen zum künstlerischen Leiter der K21 Kunstsammlung Nordrhein-Westfalen berufen. Seit April 2002 hat die Kunst des 21. Jahrhunderts der Kunstsammlung NRW mit dem „K21“ im umgebauten Düsseldorfer Ständehaus, dem ehemaligen Landesparlament im Süden der Innenstadt, ein eigenes Domizil.
In den Jahren 2003 und 2005 war Heynen Kommissar des deutschen Pavillons bei der 50. und 51. Biennale in Venedig. 2003 präsentierte er Candida Höfer und (postum) Martin Kippenberger, 2005 Thomas Scheibitz und Tino Sehgal. 2008 war er Ko-Kurator der Shanghai Biennale.
Eine Berufung zum Leiter der Deichtorhallen in Hamburg lehnte Heynen im Mai 2009 ab. Vom September 2009 bis Juli 2016, unter Direktorin Marion Ackermann, firmierte er bei der Kunstsammlung Nordrhein-Westfalen als „Künstlerischer Leiter für besondere Aufgaben“. Als Gastkurator kuratierte er im Museum Folkwang 2016 die Sonderausstellung des Turner Prizeträgers Richard Deacon Drawings and Prints 1968 – 2016, die erstmals seine Zeichnungen im Mittelpunkt einer Ausstellung präsentiert.
Heynen ist einer der vier Gesprächsteilnehmer der vom Deutschen Fernsehen und 3sat ausgestrahlten Kunstsendungen „Bilderstreit“.

## Kuratierte Ausstellungen
- 1994 Gregor Schneider: Drei Arbeiten
- 1998 Zvi Goldstein, To Be There
- 2000 Gerhard Richter, Bilder 1999; Gregor Schneider: Alte Hausschlampe
- 2002 Katharina Fritsch
- 2003 Daniel Richter; Heimo Zobernig; Rodney Graham;  Julian Opie
- 2005 Luc Tuymans; Darren Almond
- 2006 Juan Muñoz: Rooms of My Mind
- 2007 Gregor Schneider: Weiße Folter; Jeroen de Rijke – Willem de Rooij; Joe Scanlan, Passing Through
- 2008 Lawrence Weiner: AS FAR AS THE EYE CAN SEE
- 2009 Jorge Pardo; Wilhelm Sasnal
- 2010 Auswertung der Flugdaten: Kunst der 80er. Eine Düsseldorfer Perspektive

## Schriften
- Barnett Newmans Texte zur Kunst, Olms, Hildesheim–New York, 1979 ISBN 978-3-487-06754-4
- mit Sabine Röder: Arnulf Rainer. Werke der fünfziger bis achtziger Jahre, Museen Haus Lange und Haus Esters, Krefeld, 1988 ISBN 978-3-926530-32-5
- Gerhard Richter, Bilder 1999, König, Köln, 2000 ISBN 978-3-88375-425-3
- Darren Almond. 50 Moons at a Time, König, Köln, 2005, ISBN 978-3-88375-900-5
- mit Brigitte Kölle: Gregor Schneider: White Torture/Weisse Folter, König, Köln, 2007 ISBN 978-3-86560-216-9